# 雪割りの花
『雪割りの花』（ゆきわりのはな）は、1998年11月26日にソニー・コンピュータエンタテインメントより発売されたPlayStation用アドベンチャーゲーム。
『やるドラ』シリーズの第4作目。企画・原作・アニメーション制作はProduction I.G。
ゲーム中の季節は「冬」。象徴する花は「ミスミソウ」。
他の3作品のアニメタッチとは対照的な独特の絵柄で、記憶喪失という作品のテーマをもっとも明瞭に描いている。また、途中頻繁に何気ないことでヒロインが記憶を蘇らせ、悲惨な結末となることがあり、バッドエンドの頻度は初期のやるドラシリーズの中で最多である（初期のやるドラシリーズでは唯一ノーマルエンドが無く、バッドエンドにたどり着く組み合わせも多い）。
仮題は『フォーシーズンズメモリー 冬 〜雪割りの花〜』であった。

## ストーリー
季節は冬。坂と港と路面電車が特徴の、北海道の地方都市にある安アパートに住む主人公は、密かに想いを寄せていた隣の部屋に住む女性、桜木花織が恋人と抱き合っているのを目撃してしまう。失意に暮れる主人公のもとに、ある晩警官が訪れ、花織が病院に運ばれたと告げられる。ショックから恋人の昂が死んだという記憶を失った彼女は見舞いにやってきた主人公を昴だと思い込んでしまう。あまりにも立場違う関係に戸惑いつつ、主人公は花織を傷つけたくない一心から昂の代わりになろうと決意する。
当初こそ憧れの人の恋人の立場に成り代わったことに浮かれる主人公であったが、花織と付き合い続ける中で彼の恋人の話しを聞かされる内、徐々に自分が昴の偽物でしかないという現実を思い知らされ、真相を知られまいと焦燥に駆られる中で徐々に心身ともに追い詰められていく。
やがて戻ってきたと思い込んでいた昴の正体を知ってしまった花織と、真相を知られてしまった主人公はビルの屋上で対峙することとなる。

## 登場人物
主人公
声 - 檜山修之
道南大学に通う20歳の大学生。大学の近くのアパートで一人暮らしをしている。道南大学に通っていて内向的な性格で友人も少なく、社交的な関係を好まない。
隣の部屋に住んでいる花織のために昂になりきることを決意する。
桜木 花織（さくらぎ かおり）
声 - 日髙のり子
本作のヒロイン。主人公の隣に住むOL。物静かな性格で清楚。昂とは2年ほど前からの交際で、美雪とは友人関係。
年下である主人公には弟のように接していたが、恋人の昂が死んだショックで記憶を一部失い、主人公のことを昂だと思い込んでしまう。
幼少のころ両親と死別し、祖母の手により育てられた。しかし、祖母も花織が短大在学時に死去している。若干夢見がちで思い込みが激しい性格で、年の割に子供じみたところがある。
伊達 昂（だて たかし）
花織の恋人。彼女とは3年前に知り合った。しかし、アメリカのマイアミ出張中に事故死。
ドライな性格ながら自分と同じく身寄りがいない花織のことを誰よりも愛していた。かなりのヘビースモーカー。
小林 勇一（こばやし ゆういち）
声 - 堀内賢雄
札幌の商事会社に勤める会社員で、昂とは小学生時代からの幼馴染。
裏設定によれば花織に対して恋愛感情を持っていたが、本編では主人公と花織のために力を尽くす。
小林 美雪（こばやし みゆき）
声 - 渕崎ゆり子
花織の同僚かつ親友で、勇一の妹。
昂には幼少のころから恋心を抱いていたが、花織に紹介したことで両者が恋人になるきっかけを作ってしまい、花織に対して嫉妬心をもつ。強気な性格で若干虚言癖あり。
相川教授（あいかわきょうじゅ）
声 - 飯塚昭三
道南大学医学部教授で、道南大学付属病院の精神科医。医局内でも高い地位についている。花織の担当をしている。
物腰は柔らかく威厳に満ちていて主人公の力になってくれる反面、規律などには厳しく、悪意ある嘘を好まない。患者に対して悪影響になると判断した時点で、その原因を徹底的に排除しようとする。
大久保 芳彦（おおくぼ よしひこ）、川嶋 健太（かわしま けんた）
声 - 森川智之（大久保）、永野広一（川嶋）
二人共同じ大学に通う主人公の悪友。主人公に対して軽薄とも取れる態度を取るが、内心では彼のことを心配している。

## エンディング
本作には全37種類のエンディングが存在する。

### Good End
| No. | サブタイトル | 内容 |
| --- | ------------ | ---- |
| 1   | 雪解け       |      |
| 2   | 夕暮れ       |      |
| 3   | 雪割り草     |      |
| 4   | 旅立ち       |      |
| 5   | 二年後の春   |      |

### Bad End
| No. | サブタイトル   | 内容 |
| --- | -------------- | ---- |
| 1   | 睡眠           |      |
| 2   | 退出           |      |
| 3   | 屋上の悲劇     |      |
| 4   | 煙草の匂い     |      |
| 5   | 恋人として     |      |
| 6   | 食堂           |      |
| 7   | コマル         |      |
| 8   | 電話           |      |
| 9   | 写真           |      |
| 10  | 意地っ張り     |      |
| 11  | 街灯の傍で     |      |
| 12  | 誕生日         |      |
| 13  | プレゼント     |      |
| 14  | 混乱           |      |
| 15  | 孤独           |      |
| 16  | 早すぎた電話   |      |
| 17  | 夜中の電話     |      |
| 18  | 雪の日         |      |
| 19  | 南             |      |
| 20  | 逃亡           |      |
| 21  | 何処へ         |      |
| 22  | 思い出の場所   |      |
| 23  | 一人で捜して   |      |
| 24  | 昂             |      |
| 25  | 遠すぎた春     |      |
| 26  | リフレイン     |      |
| 27  | 悪夢           |      |
| 28  | 卑劣           |      |
| 29  | 婚約指輪       |      |
| 30  | ありがとう     |      |
| 31  | 昂の思い出     |      |
| 32  | 花織よりも早く |      |

## 主題歌
エンディングテーマ「GHOST DANCE」
歌：Yu-Kalie / 作詞・作曲：岩村ゆかり / 編曲：上村佳弘、今井了介

## 移植版
| タイトル                        | 発売日        | 対応機種             | 開発元         | 発売元                                 | メディア                              | 型式              | 備考                           |
| ------------------------------- | ------------- | -------------------- | -------------- | -------------------------------------- | ------------------------------------- | ----------------- | ------------------------------ |
| 雪割りの花 PlayStation the Best | 2001年8月16日 | PlayStation          | Production I.G | ソニー・コンピュータエンタテインメント | CD-ROM2枚組                           | SCPS-91244〜91245 | 廉価版。                       |
| やるドラ ポータブル 雪割りの花  | 2005年7月28日 | PlayStation Portable | ウィル         | ソニー・コンピュータエンタテインメント | UMD                                   | UCJS-10015        | PlayStation版の移植。          |
| 雪割花                          | 2005年11月8日 | PlayStation Portable | ウィル         | ソニー・コンピュータエンタテインメント | UMD                                   | UCAS-40035        | PlayStation Portable版の翻訳。 |
| やるドラ ポータブル 雪割りの花  | 2009年9月24日 | PlayStation Portable | ウィル         | ソニー・コンピュータエンタテインメント | ダウンロード販売（PlayStation Store） | -                 | PlayStation版の移植。          |

### PlayStation Portable版
- ワイドスクリーンに対応[7]。
- 高解像度フォントを採用[7]。
- 設定画の追加などでCGギャラリーを増強[7]。
- クリアしたエンディングを振り返ることができるリプレイ機能を追加[7]。
- 『やるドラ』シリーズ3作品（『ダブルキャスト』、『季節を抱きしめて』、『サンパギータ』）の体験版を搭載[7]。

## スタッフ
- 企画・原作：Production I.G
- アニメーション監督：西久保瑞穂
- 脚本：関島真頼、藤咲淳一
- 絵コンテ：荒川真嗣、西久保瑞穂
- 演出：千葉大輔、西久保瑞穂
- キャラクターデザイン・作画監督・ビジュアルコンセプト：荒川真嗣
- 美術監督：小林七郎
- プログラム：今村雄一、堀内義朗、鷹津由
- グラフィックデザイン：藤咲淳一
- シナリオスクリプト：藤咲淳一、今村雄一
- レイアウト：荒川真嗣、佐々木守
- 作画監督補：後藤隆幸、谷津美弥子、鍋田香代子
- 美術設定：荒川真嗣
- BGM作曲・ギター演奏：白井良明
- オーディオ・演出：田中英行
- ゲームディレクター：藤咲淳一、今村雄一
- ディレクター：池内伸彰、吉田慎一
- ゲーム総監修：東郷光宏
- エグゼクティブプロデューサー：石川光久、山元哲治
- 製作総指揮：佐藤明
- 制作：シュガーアンドロケッツ、Production I.G
- 製作・著作：ソニー・コンピュータエンタテインメント

## 評価
『週刊ファミ通』のクロスレビューでは、30点と採点され、30点から31点のソフトが対象となる「シルバー殿堂」入りとなった。

## ドラマCD
初期のやるドラ4作品の関連商品として、ラジオ番組で放送したドラマを収録したドラマCD『きくドラ』が発売された。他の3作品のドラマはキャラクターがゲーム版と共通であるが、本作のドラマのみ、カオリ（香織）とタカシ（神崎昇）というキャラクター名と、雪割りの花というキーワードは一致するものの、第2次世界大戦時の日本を舞台とした『きくドラ』オリジナルのストーリーとなっている。

### ストーリー
時は昭和20年代の日本。開戦前は反戦主義者であった神崎昇（声：関俊彦）は、婚約者である香織（声：日髙のり子）を守るために軍に志願し、戦闘機のパイロットとなる。
香織の住む故郷の街を守るため、米軍の爆撃機へと体当たりを行い奇跡の生還を遂げた昇であったが、開戦後の記憶と香織の記憶を失った上に爆発恐怖症となり、療養のために故郷へと戻される。当初は郷土を救ったとして昇を英雄扱いする街の人々であったが、開戦後の日本の雰囲気に馴染めない昇を戦況の悪化と共に厄介者扱いするようになっていく。そんな昇に献身的に尽くす香織であったが、自分のことを忘れてしまった昇との暮らしは彼女をすり減らしていくのであった。

## 関連商品

### 書籍
| タイトル                                                              | 発売日         | 発行日        | 発売元                                 | 発行元                                 | ISBN          | 備考                                                             |
| --------------------------------------------------------------------- | -------------- | ------------- | -------------------------------------- | -------------------------------------- | ------------- | ---------------------------------------------------------------- |
| オフィシャル やるドラファンブック 雪割りの花 CD-ROMスペシャルデータ集 | 1998年11月26日 |               | ソニー・コンピュータエンタテインメント | ソニー・コンピュータエンタテインメント | -             | 本編シナリオと設定資料集およびCD-ROM。CD-ROMの品番：SCZS-94104。 |
| 「やるドラ」攻略シリーズ 雪割りの花 公式ガイド                        | 1998年12月14日 |               | ソフトバンク 出版事業部                | ソフトバンク 出版事業部                | 4-7973-0681-5 | 攻略本。                                                         |
| 雪割りの花 オフィシャルガイドブック                                   | 1998年12月14日 |               | アスペクト                             | アスキー                               | 4-7572-0298-9 | 攻略本。                                                         |
| やるドラシリーズ 公式ディレクターズガイド サンパギータ&雪割りの花     | 1998年12月10日 |               | 集英社                                 | 集英社                                 | 4-08-779007-X | 攻略本。                                                         |
| やるドラ公式設定BOX                                                   | 1999年4月20日  | 1999年4月30日 | マンガパック                           | Production I.G                         | -             | PlayStationで発売された4作品の設定資料集。                       |
| 雪割りの花 アンソロジーコミック                                       | 1999年10月26日 |               | ソフトバンクパブリッシング             | ソフトバンクパブリッシング             | 4-7973-1109-6 | アンソロジーコミック。                                           |

### CD
| タイトル                                   | 発売日        | 発売元                  | 品番      | 備考                                                                                      |
| ------------------------------------------ | ------------- | ----------------------- | --------- | ----------------------------------------------------------------------------------------- |
| GHOST DANCE                                | 1998年12月2日 | SPE・ビジュアルワークス | SVWD-9008 | シングルCD。                                                                              |
| 「雪割りの花」オリジナル・サウンドトラック | 1999年1月21日 | SPE・ビジュアルワークス | SVWC-7021 | アルバムCD。                                                                              |
| 「雪割りの花」ザ・ドラマCD                 | 1999年1月21日 | SPE・ビジュアルワークス | SVWC-7019 | ドラマCD。                                                                                |
| 雪割りの花 コレクターズディスク            | 1999年5月21日 | Production I.G          | IGPC-0004 | Windows 95/98専用アクセサリー集CD-ROM。スクリーンセーバー用の修正パッチが配布されていた。 |

### その他の商品
| タイトル                         | 発売日 | 発売元       | 備考                                               |
| -------------------------------- | ------ | ------------ | -------------------------------------------------- |
| 雪割りの花 本線用台本            | -      | -            | アフレコ用台本。                                   |
| TRADING COLLECTION「雪割りの花」 | 1999年 | 天田印刷加工 | トレーディングカード。全36種類のカードが存在する。 |